# Charles Hill Mailes
Charles Hill Mailes (Halifax, 25 maggio 1870 – Los Angeles, 17 febbraio 1937) è stato un attore canadese, conosciuto anche con i nomi di Charlees Mailes, Charles H. Mailes, Charles Mailes, C. Mailles, Charles H. Mailles.

## Biografia
Attore del cinema muto, girò nella sua carriera - iniziata nel 1909 con At the Altar, diretto da David Wark Griffith - 291 film.
Nato a Halifax, in Nuova Scozia (Canada), lavorò nel cinema a Hollywood. Nel 1906, si sposò con Claire McDowell. I due lavorarono insieme in numerosi film. Ebbero due figli, Robert ed Eugene.
Il suo ultimo film, Un dramma per televisione, lo girò nel 1935.

## Filmografia parziale

### 1909
- At the Altar, regia di D.W. Griffith – cortometraggio (1909)
- The Faded Lilies, regia di D.W. Griffith – cortometraggio (1909)
- A Corner in Wheat, regia di D.W. Griffith – cortometraggio (1909)

### 1910
- The Smoker, regia di Frank Powell – cortometraggio (1910)
- May and December, regia di Frank Powell – cortometraggio (1910)
- A Summer Idyll, regia di David W. Griffith – cortometraggio (1910)
- Little Angels of Luck, regia di David W. Griffith – cortometraggio (1910)
- A Mohawk's Way, regia di David W. Griffith – cortometraggio (1910)
- In Life's Cycle, regia di David W. Griffith – cortometraggio (1910)
- The Oath and the Man, regia di David W. Griffith – cortometraggio (1910)
- Rose O'Salem Town, regia di David W. Griffith – cortometraggio (1910)
- A Child's Stratagem, regia di David W. Griffith – cortometraggio (1910)

### 1911
- The Ghost, regia di Mack Sennett – cortometraggio (1911)
- Out from the Shadow, regia di D.W. Griffith – cortometraggio (1911)
- Swords and Hearts, regia di D.W. Griffith – cortometraggio (1911)
- Her Awakening, regia di D.W. Griffith – cortometraggio (1911)
- The Making of a Man, regia di D.W. Griffith – cortometraggio (1911)
- The Adventures of Billy, regia di David W. Griffith – cortometraggio (1911)
- The Long Road, regia di David W. Griffith – cortometraggio (1911)
- The Battle, regia di D.W. Griffith – cortometraggio (1911)
- Through Darkened Vales, regia di D.W. Griffith – cortometraggio (1911)
- Cuore d'avaro (The Miser's Heart), regia di David W. Griffith – cortometraggio (1911)
- A Woman Scorned, regia di D.W. Griffith – cortometraggio (1911)
- The Failure, regia di David W. Griffith – cortometraggio (1911)
- Saved from Himself, regia di D.W. Griffith – cortometraggio (1911)
- A Terrible Discovery, regia di D.W. Griffith – cortometraggio (1911)

### 1912
- The Baby and the Stork, regia di D. W. Griffith (1912)
- A Tale of the Wilderness, regia di D. W. Griffith (1912)
- The Eternal Mother, regia di D. W. Griffith (1912)
- For His Son, regia di D. W. Griffith (1912)
- A Blot on the 'Scutcheon, regia di D.W. Griffith (1912)
- Billy's Stratagem, regia di D.W. Griffith (1912)
- The Mender of Nets, regia di D.W. Griffith (1912)
- Under Burning Skies, regia di D.W. Griffith (1912)
- The Sunbeam, regia di David W. Griffith (1912)
- A String of Pearls, regia di David W. Griffith (1912)
- The Girl and Her Trust, regia di D.W. Griffith (1912)
- Iola's Promise, regia di David W. Griffith – cortometraggio (1912)
- The Root of Evil, regia di D.W. Griffith (1912)
- The Goddess of Sagebrush Gulch, regia di David W. Griffith (1912)
- Those Hicksville Boys, regia di Mack Sennett (1912)
- Fate's Interception, regia di D.W. Griffith (1912)
- Just Like a Woman, regia di D. W. Griffith (1912)
- Won by a Fish, regia di Mack Sennett (1912)
- The Lesser Evil, regia di David W. Griffith (1912)
- The Old Actor, regia di David W. Griffith (1912)
- A Lodging for the Night, regia di David W. Griffith (1912)
- When Kings Were the Law
- A Close Call, regia di Mack Sennett (1912)
- A Beast at Bay
- Algy the Watchman
- Home Folks
- A Temporary Truce
- Lena and the Geese
- The School Teacher and the Waif
- Man's Lust for Gold
- La genesi dell'uomo
- The Speed Demon, regia di Mack Sennett (1912)
- The Sands of Dee
- The Narrow Road
- A Child's Remorse
- The Inner Circle, regia di D.W. Griffith (1912)
- With the Enemy's Help
- A Change of Spirit
- A Pueblo Legend
- Friends, regia di D.W. Griffith (1912)
- So Near, Yet So Far
- A Feud in the Kentucky Hills
- In the Aisles of the Wild
- The Painted Lady, regia di D.W. Griffith (1912)
- A Sailor's Heart
- Brutality
- Il cappello di Parigi (The New York Hat), regia di D.W. Griffith (1912)
- My Hero, regia di D.W. Griffith (1912)
- The Massacre, regia di D.W. Griffith (1912)
- The God Within, regia di D.W. Griffith (1912)

### 1913
- The Telephone Girl and the Lady
- The Wrong Bottle, regia di Anthony O'Sullivan (1913)
- Olaf-An Atom, regia di Anthony O'Sullivan – cortometraggio (1913)
- Faust and the Lily, regia di Dell Henderson (1913)
- The Battle of Elderbush Gulch

### 1914
- The Fatal Wedding, regia di Lawrence Marston (1914)
- The Dilemma, regia di George Morgan (1914)
- Giuditta di Betulla (Judith of Bethulia), regia di D.W. Griffith (1914)
- Brute Force, regia di D.W. Griffith (1914)
- In Fate's Cycle
- Liberty Belles, regia di Dell Henderson (1914)
- Stranezze di un miliardario, regia di James Kirkwood (1914)
- The Billionaire, regia di James Kirkwood (1914)
- Seven Days (1914)
- The Honor of the Law
- The Meal Ticket, regia di Travers Vale (1914)
- Just a Bit of Life
- The Wages of Sin (1914)
- The Borrowed Book
- The Ticket-of-Leave Man, regia di Travers Vale (1914)
- The Woman in Black, regia di Lawrence Marston (1914)
- A Better Understanding
- The New Magdalen, regia di Travers Vale (1914)
- The Romance of a Poor Young Man
- A Mother's Way
- Cousin Pons
- On the Heights

### 1915
- Playthings of Fate (1915)
- The House of Horror (1915)
- The Undying Fire (1915)
- Her Slumbering Conscience (1915)
- It Doesn't Pay (1915)
- The Woman Who Paid, regia di Travers Vale (1915)
- The Americano, regia di Travers Vale (1915)
- The Vindication (1915)
- The Ebbing Tide (1915)
- Fool's Gold (1915)
- Felix Holt (1915)
- Captain Fracasse (1915)
- The Buckskin Shirt (1915)
- The Tear on the Page (1915)
- Life's Changing Tide, regia di George Morgan (1915)
- Under Two Flags, regia di Travers Vale (1915)
- Reapers of the Whirlwind, regia di J. Farrell MacDonald (1915)
- The Law of Love, regia di J. Farrell MacDonald (1915)
- Ashes of Inspiration, regia di J. Farrell MacDonald (1915)
- East Lynne, regia di Travers Vale (1915)
- His Wife's Story, regia di J. Farrell MacDonald (1915)
- The Soul of Pierre
- The Country Parson
- His Hand and Seal
- Harvest (1915)
- Dora Thorne, regia di Lawrence Marston (1915)
- Weaver of Claybank
- The Laurel of Tears
- The Chief Inspector
- The Hungarian Nabob
- The Masterful Hireling
- The Woman of Mystery, regia di Travers Vale (1915)

### 1916
- The Avenging Shot
- Stronger Than Woman's Will
- The Iron Will
- His White Lie
- The Guilt of Stephen Eldridge
- The Mystery of Orcival, regia di J. Farrell MacDonald (1916)
- A Grip of Gold
- The Battle of Truth
- Paths That Crossed
- The Larrimore Case
- Fit for Burning
- The Seekers, regia di Otis Turner (1916)
- The Lady from the Sea, regia di Raymond B. West  (1916)
- The Whirlpool of Destiny, regia di Otis Turner (1916)
- Sea Mates, regia di Francis Powers (1916)
- The Eagle's Wing, regia di Robert Z. Leonard e Rufus Steele (1916)
- The People vs. John Doe, regia di Lois Weber (1916)

### 1917
- The Mysterious Mrs. Musslewhite, regia di Lois Weber (1917)
- The Fourth Witness, regia di John McDermott (1917)
- Polly Redhead, regia di Jack Conway (1917)
- The Bronze Bride, regia di Henry MacRae (1917)
- Southern Justice, regia di Lynn F. Reynolds (1917)
- Money Madness, regia di Henry McRae (1917)
- Doomed
- Come Through
- The Pointed Finger
- A Young Patriot, regia di Louis Chaudet (1917)
- The Lair of the Wolf, regia di Charles Swickard (1917)
- A Romany Rose, regia di Marshall Stedman (1917)
- The Spotted Lily, regia di Harry Solter (1917)
- The Girl Who Won Out
- The Lash of Power, regia di Harry Solter (1917)
- The Winged Mystery, regia di Joseph De Grasse (1917)
- Beloved Jim

### 1918
- The Fighting Grin, regia di Joseph De Grasse (1918)
- The Girl Who Wouldn't Quit, regia di Edgar Jones (1918)
- The Magic Eye, regia di Rae Berger (1918)
- Danger Within, regia di Rae Berger (1918)
- The Brass Bullet, regia di Ben F. Wilson - serial (1918)
- The Talk of the Town, regia di Allen Holubar (1918)
- Tre uomini a cavallo (Three Mounted Men), regia di John Ford (1918)
- The Lure of the Circus, regia di J.P. McGowan - serial (1918)

### 1919
- Full of Pep, regia di Harry L. Franklin (1919)
- Cyclone Smith's Comeback, regia di Jacques Jaccard (1919)
- Fools and Their Money, regia di Herbert Blaché (1919)
- I proscritti di Poker Flat (The Outcasts of Poker Flat), regia di John Ford (1919)
- Our Better Selves, regia di George Fitzmaurice (1919)
- Il maniaco della velocità (The Speed Maniac), regia di Edward J. Le Saint (1919)
- Red Hot Dollars, regia di Jerome Storm (1919)
- Haunting Shadows, regia di Henry King (1919)

### 1920
- Treasure Island (Treasure Island), regia di Maurice Tourneur (1920)
- Witch's Gold, regia di Nat G. Deverich (1920)
- Go and Get It, regia di Marshall Neilan e Henry Roberts Symonds (1920)
- Homespun Folks, regia di John Griffith Wray (1920)
- Il segno di Zorro (The Mark of Zorro), regia di Fred Niblo (1920)

### 1921
- Chickens
- The Home Stretch, regia di Jack Nelson  (1921)
- Uncharted Seas, regia di Wesley Ruggles (1921)
- Courage, regia di Sidney Franklin (1921)
- The Ten Dollar Raise, regia di Edward Sloman (1921)

### 1922
- The Lying Truth, regia di Marion Fairfax (1922)
- The Man from Downing Street, regia di Edward José (1922)
- Twin Husbands, regia di Mal St. Clair – cortometraggio (1922)
- The Bond Boy, regia di Henry King (1922)

### 1923
- Crashin' Thru, regia di Val Paul (1923)
- The Town Scandal
- Michael O'Halloran, regia di James Leo Meehan (1923)
- East Side - West Side
- Soft Boiled
- Held to Answer, regia di Harold M. Shaw (1923)

### 1925
- The Overland Limited, regia di Frank O'Neill (1925)
- Free to Love, regia di Frank O'Connor (1925)

### 1927
- La vedova del collegio, regia di Archie Mayo (1927)

### 1928
- La legge dell'amore (Drums of Love), regia di D.W. Griffith (1928)

- The Carnation Kid, regia di E. Mason Hopper e Leslie Pearce (1929)

### 1931
- Nell'oasi del terrore (The Unholy Garden), regia di George Fitzmaurice (1931)